# 宮崎寛
宮崎 寛（みやざき ひろし）は、日本の元アマチュア野球選手（投手）。

## 経歴・人物
佐賀県立鹿島高等学校では、1967年夏の甲子園県予選2回戦で佐賀東高に敗れた。1967年のドラフト会議で西鉄ライオンズから14位指名を受けたが、入団を拒否し、住友金属に入社した。山中正竹に次ぐ主力投手として1972年の都市対抗に出場。2回戦では先発として起用され、リッカーミシンに完封勝ちを飾る。準々決勝に進むが、三菱自動車川崎に敗退。1973年の第10回アジア野球選手権大会日本代表に選出され、オーストラリア戦では先発として、フィリピン戦では中継ぎとして活躍した。1975年の社会人野球日本選手権でもリリーフとして活躍、準決勝に進むが鐘淵化学の宮田典計に抑えられ完封負け。1976年限りで引退。